# Periclitena
Periclitena es un género de insecto coleóptero de la familia Chrysomelidae.

## Especies
Las especies de este género son:
- Periclitena cyanea (Clark, 1865)
- Periclitena fulvicollis Samoderzhenkov, 1988
- Periclitena limbata Laboissiere, 1929
- Periclitena melancholica (Baly, 1864)
- Periclitena sinensis (Fairmaire, 1888)
- Periclitena vigorsi (Hope, 1831)